# Tinkisso
Tinkisso är ett vattendrag i Guinea. Det ligger i den östra delen av landet, 500 km öster om huvudstaden Conakry.